# بخش جنوب شرقی دهلی
بخش جنوب شرقی دهلی (به انگلیسی: South East Delhi district) یک منطقهٔ مسکونی در هند است که در دهلی واقع شده‌است. بخش جنوب شرقی دهلی ۳۳۳٫۸۵۵ کیلومتر مربع مساحت دارد.